# Чадукасинське сільське поселення
Чадука́синське сільське поселення (рос. Чадукасинское сельское поселение) — муніципальне утворення у складі Красноармійського району Чувашії, Росія. Адміністративний центр — присілок Чадукаси.

## Населення
Населення — 697 осіб (2019, 841 у 2010, 976 у 2002).

## Склад
До складу поселення входять такі населені пункти:
| Населений пункт        | Населення, осіб (2002) | Населення, осіб (2010) |
| ---------------------- | ---------------------- | ---------------------- |
| Арзюнакаси, присілок   | 63                     | 68                     |
| Єнешкаси, присілок     | 126                    | 95                     |
| Нові Виселки, присілок | 59                     | 44                     |
| Полайкаси, присілок    | 178                    | 151                    |
| Сявал-Сірма, присілок  | 68                     | 49                     |
| Тіпвари, присілок      | 23                     | 20                     |
| Чадукаси, присілок     | 360                    | 331                    |
| Шинарпосі, присілок    | 99                     | 83                     |